# Садыков, Тургунбай Садыкович
Тургунбай Садыкович Садыков (род. 4 ноября 1935, с. Говсувар, Баткенский район, Киргизская АССР, РСФСР, СССР) — советский, киргизский скульптор-монументалист, педагог, профессор. Академик АХ СССР (1988; член-корреспондент 1979). Герой Социалистического Труда (1991), Герой Кыргызстана (1997). Народный художник СССР (1986). Лауреат Ленинской премии (1980).

## Биография
Родился 4 (по другим источникам — 3) ноября 1935 года в селе Говсувар (ныне Баткенский район, Баткенская область, Кыргызстана) в крестьянской семье.
В 1959 закончил Фрунзенское художественное училище. Первые навыки скульптурного ремесла получил в мастерской скульптора В. А. Пузыревского, работавшего в 50-е годы во Фрунзе (ныне Бишкек). С 1961 по 1966 годы учился на Высших курсах при Московском высшем художественно-промышленном училище (ныне Российский государственный художественно-промышленный университет имени С. Г. Строганова) у В. И. Дерунова, Е. Ф. Белашовой и Р. Р. Иодко.
Создал известные произведения. Скульптурно-архитектурный комплекс «Манас» (1981, архитектор А. Печенкин) — национальная гордость киргизов. Такие работы как «Женщина», «Девушка в платке», «Раздумье», выявляют в скульпторе дар монументального видения, склонность к значительным художественным обобщениям, к лаконизму скульптурных форм. Мастер работает в различных материалах: дерево, мрамор, бронза, шамот, даже валунный гранит.
С 1985 года — руководитель творческой мастерской скульптуры АХ СССР во Фрунзе.
С 1987 года — председатель Киргизского отделения Советского фонда культуры.
С 1996 года — президент Академии художеств Киргизской республики.
С 1998 года — директор Художественного училища в Бишкеке.
С 2010 года — ректор Национальной академии художеств Кыргызской Республики.
Действительный член Национальной академии Кыргызской республики. Член Союза художников СССР. С 1968 по 1987 годы — председатель правления Союза художников Киргизской ССР.
Член КПСС с 1973 года. Председатель Верховного Совета Киргизской ССР (1985—1990).
Проживает в Бишкеке.

## Награды и звания
- Герой Социалистического Труда (1991)
- Герой Киргизской Республики (1997)
- Заслуженный деятель искусств Кыргызской ССР (1972)
- Народный художник Киргизской ССР (1978)
- Народный художник СССР (10.01.1986)[6]
- Ленинская премия (1980)
- Государственная премия Киргизской ССР имени Токтогула Сатылганова (1982)
- Премия Ленинского комсомола Киргизской ССР (1967)
- Орден Ленина (1991)
- Орден «Знак Почёта»
- Медаль «В ознаменование 100-летия со дня рождения Владимира Ильича Ленина»
- Медали
- Золотая медаль Академии художеств СССР
- Памятная золотая медаль «Манас-1000» (1995)[7]
- Именные часы от имени Премьера-министра Кыргызской Республики (25 июня 2015) — в знак признания особых заслуг[8]